# Грчев, Мирослав
Мирослав Грчев (1 марта 1955) — македонский архитектор, урбанист, автор комиксов и карикатурист, а также политик. Автор флага Северной Македонии. Заслуженный деятель искусств Северной Македонии.

## Биография
Родился и ранние годы жизни провёл в Скопье.
Учился на Архитектурном факультете (Архитектонски факултет Скопје) университета Скопье (окончил в 1979 году), в 1988 году получил там докторскую степень. Профессор Архитектурного факультета.
В 1970-х годах активно работал как автор комиксов и карикатурист. Комиксы Грчева регулярно публиковались в изданиях «Фокус», «Екран» и «Студентски збор». Прекратил заниматься комиксами с начала 1980-х годов. В 2001 году Грчев и Лазо Плавески выпустили сборник открыток «Картички», с помощью которых многие годы вели своеобразную «переписку».
В 1990-х годах создал несколько градостроительных планов (деталниот урбанистички план, ДУП) различных районов центра Скопье (в основном, в соавторстве с Влатко Коробаром). Также автор проектов резиденции посла США и посольства Нидерландов в Скопье (совместно с Коканом Грчевым).
Также является политиком, членом партии Социал-демократический союз Македонии. В 1996—2000 годах был главой общины Центр, входящей в состав Скопье.

## Позиция
Критиковал проект «Скопье-2014».